# وینیفرد ۱۵۷۵
سیارک ۱۵۷۵ (به انگلیسی: 1575 Winifred، نامگذاری:1950HH) هزار و پانصد و هفتاد و پنجمین سیارک کشف شده‌است که در ۲۰ آوریل ۱۹۵۰ کشف شد.
قدر مطلق سیارک برابر ۱۲٫۳۰ است.